# Ozero Bolsjoje Uklejno
Ozero Bolsjoje Uklejno (ryska: Озеро Большое Уклейно) är en sjö i Belarus.   Den ligger i voblasten Vitsebsks voblast, i den norra delen av landet, 150 km norr om huvudstaden Minsk. Ozero Bolsjoje Uklejno ligger 169 meter över havet. Arean är 0,30 kvadratkilometer. Den sträcker sig 0,8 kilometer i nord-sydlig riktning, och 0,8 kilometer i öst-västlig riktning.
Omgivningarna runt Ozero Bolsjoje Uklejno är en mosaik av jordbruksmark och naturlig växtlighet. Runt Ozero Bolsjoje Uklejno är det glesbefolkat, med 13 invånare per kvadratkilometer.